# Thoracosaurus
Thoracosaurus é um gênero extinto do clado Gavialoidea que existiu do Cretáceo Superior ao Paleoceno Inferior. Contém duas espécies: Thoracosaurus glyptodon e Thoracosaurus neocesariensis. Seus restos fósseis foram encontrados em Nova Jérsei, EUA. Um grande número de espécies são referidas a este gênero, mas a maior parte compreende nomina dubia.